# إيثامار
في التوراة إيثامار هو الابن الرابع والأصغر للنبي هارون. بعد بناء خيمة الاجتماع كان إيثامار مسؤولاً عن إحصاء المواد التي جمعت لبناء خيمة الاجتماع للتاكد من أنها تتوافق مع الأوامر التي أعطاها الرب لموسى على جبل سيناء.

## الخدمة الكهنوتية
استلم أليعازر وإيثامار الخدمة الكهنوتية بعد وفاة شقيقيه الأكبر سنا ناداب وأبيهو عندما عاقبهما الرب بسبب تقديمهما نارًا غريبة حسب ما جاء في سفر اللاويين.
أثناء رحلات بني إسرائيل في أرض التيه، رأس إيثامار الجرشونيين والمراريين في خدمة خيمة الاجتماع، وقد أسس أسرة كهنوتية، بينما كان أليعازر مسؤولاً عن تابوت العهد والمذبح والميتوراه.  وقد استمر نسل إيثامار في خدمة خيمة الاجتماع إلى ما بعد السبي البابلي، وكان رئيس الكهنة عالي من أسرة إيثامار، وقد استمر نسل عالي في رئاسة الكهنوت إلى أن أخذ صادوق من أسرة أليعازار وظيفة الكهنوت في عصر سليمان، ولم يكن نسل إيثامار كثير كما كان نسل أليعازار.

## موقع الدفن
يوجد موقع دفن إيثامار بتل فينحاس  بالقرب من قرية عورتا في القسم السامري من الضفة الغربية، يحصر الجيش الإسرائيلي زيارات اليهود لمدفن إيثامار لليلة واحدة فقط يوم 5 شباط على التقويم العبري (قد يوافق يناير أو فبراير).